# Krešimir Brkić
Krešimir Brkić (Požega, 3. ožujka 1981.), hrvatski nogometaš.
Klubovi u kojima je nastupao: NK Slavonija Požega, NK Osijek, HNK Rijeka, NK Kamen Ingrad, HNK Cibalia, NK Hrvatski dragovoljac, NK Rudeš, NK Bela Krajina (SLO), NK Slavija Pleternica. Danas je perspektivni trener juniora i kadeta NK Slavonije iz Požege.